# Rasa (Vorname)
Rasa ist ein litauischer weiblicher Vorname, abgeleitet von rasa (dt. Tau). Die männliche Form ist Rasius. Außerdem ist Rasa ein indischer männlicher Vorname.

## Namensträger

### Weiblicher Vorname
- Rasa Budbergytė (* 1960), litauische Politikerin, Parlamentsvizepräsidentin, Finanzministerin, Vizeministerin der Justiz
- Rasa Drazdauskaitė (* 1981), litauische Mittel- und Langstreckenläuferin
- Rasa Grigonė, litauische Fußballschiedsrichterin
- Rasa Juknevičienė (* 1958), litauische Kinderärztin und Politikerin, EP-Mitglied, Verteidigungsministerin, Seimas-Vizepräsidentin
- Rasa Leleivytė (* 1988), litauische Radrennfahrerin
- Rasa Mikšytė (* 1968), litauische Badmintonspielerin
- Rasa Noreikienė (*  1959),  litauische Juristin und Wirtschaftspolitikerin, Vizeministerin
- Rasa Petrauskienė (* 1976),  Politikerin, Seimas-Mitglied
- Rasa Polikevičiūtė (* 1970), litauische Radrennfahrerin
- Rasa Ragulskytė-Markovienė (* 1976), litauische Richterin, Umweltrechtlerin, Professorin der MRU
- Rasa Šnapštienė (* 1963), Politikerin und Vizebürgermeister von Kaunas
- Rasa Vitkauskienė (* 1983), Politikerin, Bürgermeisterin der Rajongemeinde Alytus